# Khumbu-Gletscher
Der Khumbu-Gletscher ist ein Gletscher in der Khumbu-Region Nepals. Er ist mit seiner Lage um 8000 m Höhe der höchstgelegene Gletscher der Welt.
Er wird von den Hängen des Mount Everest, Lhotse und Nuptse gespeist und beginnt im „Tal des Schweigens“ (Western Cwm, Kuhm gesprochen), dem mit bis zu 6000 m Höhe höchstgelegenen Kar der Erde.
Der Khumbu-Gletscher besitzt am Ende des Tals des Schweigens eine steile, etwa 600 Meter hohe Abbruchkante, den Khumbu-Eisbruch (Khumbu Icefall). Am Ende dieses Eisbruchs biegt der Gletscher von seinem zunächst nordwestlichen Verlauf in südwestliche Richtung um. Hier befindet sich auch das moderne Basislager für die heute üblichste Besteigung des Mount Everest über die Südroute (5400 m). Im weiteren Verlauf passiert der Gletscher östlich die Orte Gorak Shep und Lobuche und endet nördlich von Duglha.
Am Khumbu-Eisbruch stürzen laufend Eistürme ein. Von 1953 bis Ende 2024 starben hier fast 50 Bergsteiger, darunter viele Sherpas (Lastenträger). 2025 wurden den Expeditionen erstmals Transportdrohnen angeboten. Eine 2024 getestete DJI Flychart 30 schaffte 225 kg Nutzlast in 1 Stunde vom Basislager auf rund 5.300 m Höhe in das 6.100 Meter hohe Lager I. Für diese Aufgabe steigen sonst 14 Sherpas 6 Stunden auf- bzw. ab. Einerseits reduziert dies die Gefahren für die Bergsteiger, andererseits entzieht es den Sherpas Arbeitsmöglichkeit.

## Abfluss
Der Gletscher speist einige Bachläufe, die südlich von Pherishe in den Imja Khola münden. Dieser wiederum führt das Wasser von der Südseite des Lhotse und mündet etwa acht Kilometer später in den Oberlauf des Dudh Kosi, der schließlich, mit anderen Flüssen zum Koshi vereint, in Indien in den Ganges mündet.

## Lage
- Karte mit allen Koordinaten:
- OSM |
- WikiMap

- Beginn des Eisbruchs: (⊙) auf 6000 m
- Mitte des Eisbruchs: (⊙) auf 5700 m
- Ende des Eisbruchs: (⊙) auf 5400 m
- Mitte des Gletschers: (⊙) auf 4970 m
- Ende des Gletschers: (⊙) auf 4850 m
- Länge des Eisbruchs: ca. 600 Meter
- Gesamtlänge: ca. 7500 Meter

Das Gefälle ist stark ansteigend, auf der unteren Hälfte beträgt das Gefälle ca. 3 % (knapp 2°), im Bereich des Eisbruchs um die 100 % (45°).

## Bilder

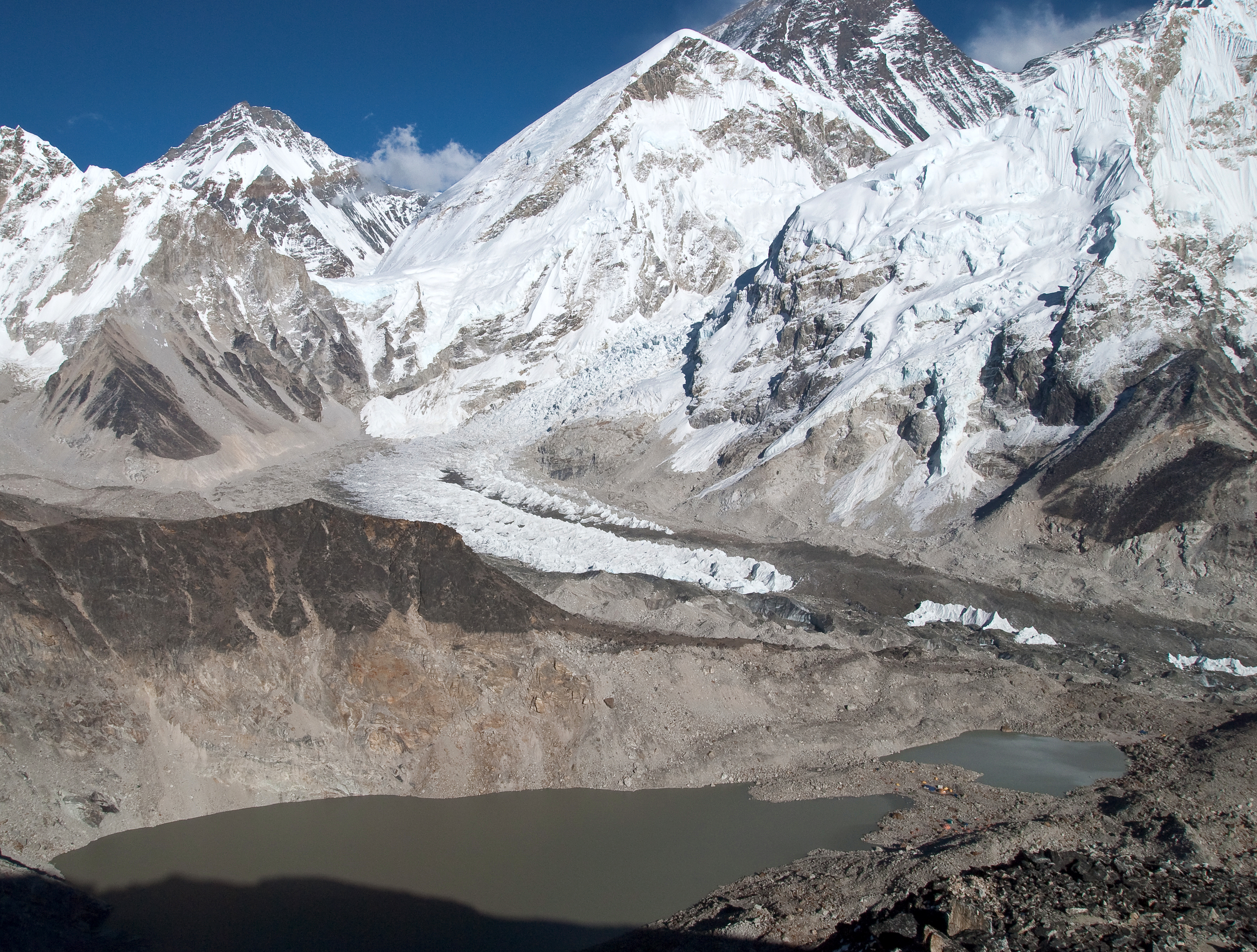
Khumbu-Gletscher
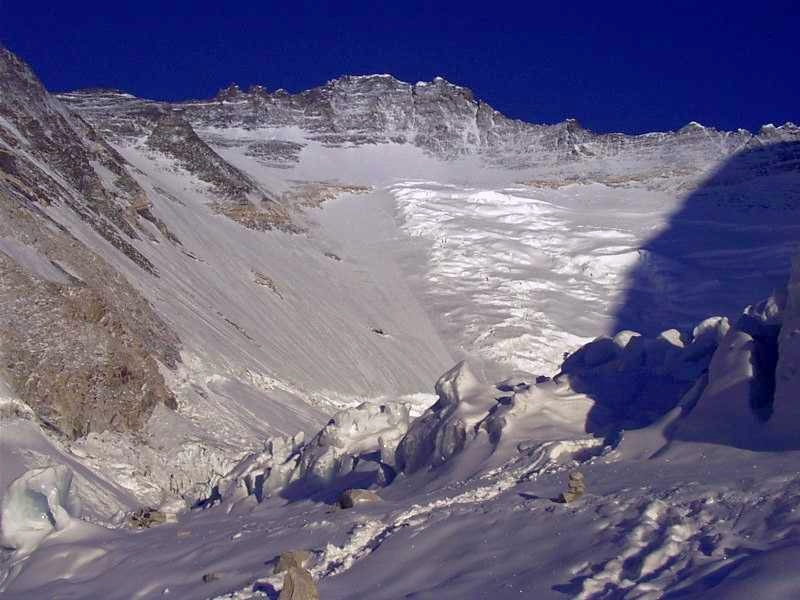
Tal des Schweigens
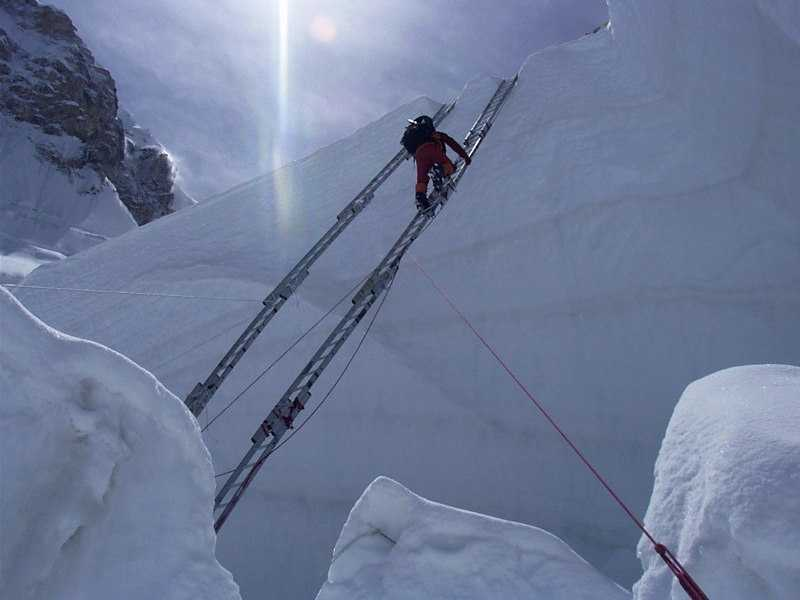
Im Khumbu-Eisbruch
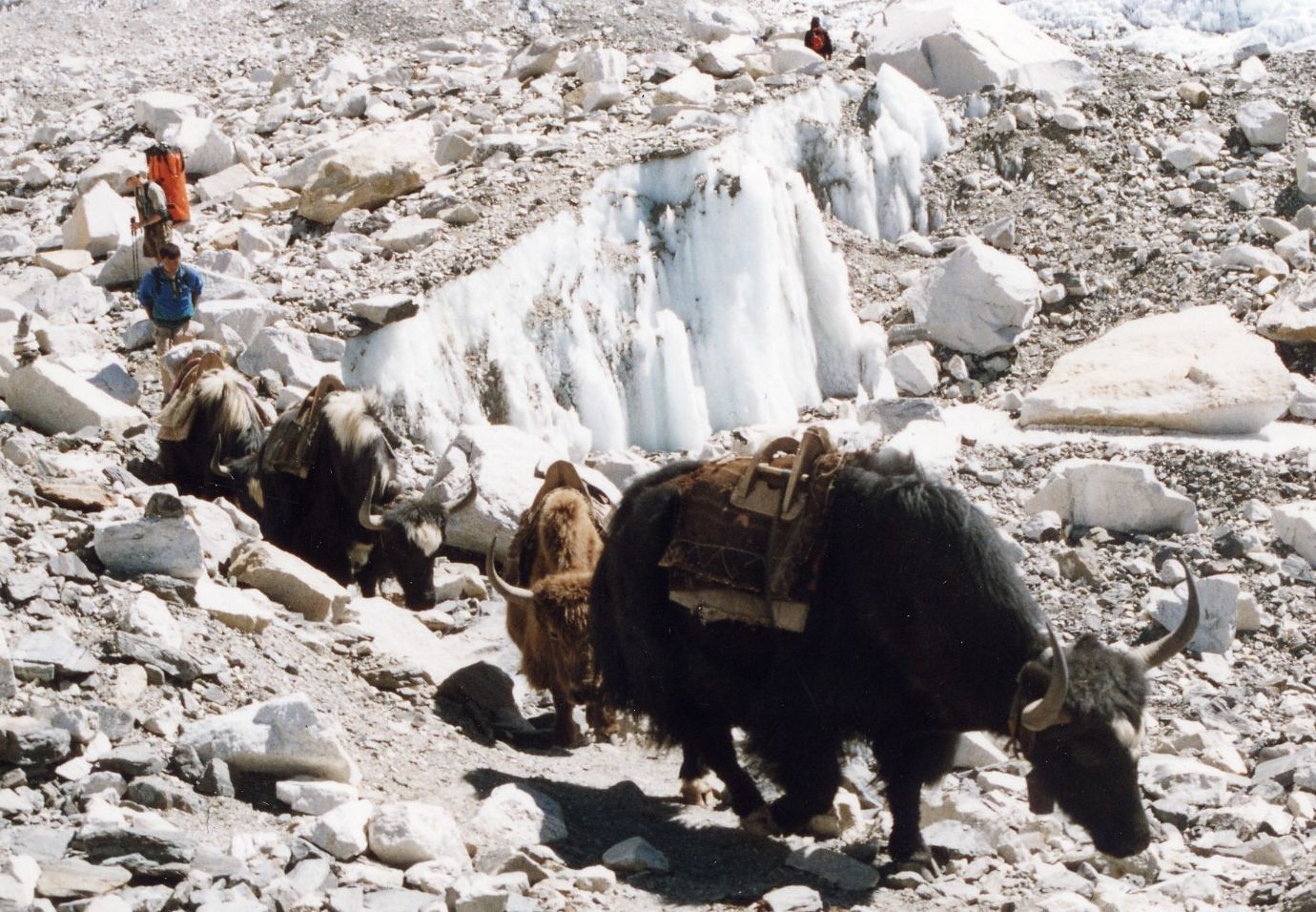
Yaks am Khumbu-Gletscher